# Аранђел Голубовић
Аранђел Голубовић је измишљени лик из серије Срећни људи и филма Срећни људи: Новогодишњи специјал. Лик је измислио Синиша Павић, а тумачио Велимир Бата Живојиновић.

## Биографија
Аранђел је рођен 1928. од оца Алимпија и мајке Персиде и живи у Београду, на периферији. Радио је као мајстор на грађевини (зидар и тесар). У младости је саградио кућу са својим ортаком Остојићем. Касније су се посвађали око поделе куће и од тад живе у завади. Ожењен је Ристаном (Риском) са којом има сина Вукашина (Вулета).